# Hallungen
Hallungen là một đô thị trong huyện Wartburg ở bang Thüringen, Đức. Đô thị này có diện tích 3,93 km².